# Thomas Frandsen
Thomas Kleis Frandsen  (født 25. marts 1976) er tidligere professionel dansk fodboldspiller og nuværende T+ træner i Viborg FF. Som fodboldspiller spillede han hovedsageligt som midtbanespiller og midterforsvarer.

## Karriere

### Viborg FF
Han fik sit gennembrud i Viborg FF i 1990'erne, hvor han blandt andet var inde omkring landsholdet. Han spillede sin eneste landskamp den 17. april 2002, da han afløste René Henriksen efter 66 minutter i en venskabskamp mod Israel.

### FC Midtjylland
I januar 2003 skrev Frandsen kontrakt med ærkerivalen FC Midtjylland, som han kunne skifte transferfrit til da hans kontrakt med Viborg FF udløb i sommeren 2003.. Skiftet fra Viborg FF til FC Midtjylland var meget upopulært blandt Viborg FF's fans, og Thomas Frandsen blev blandt andet chikaneret på sin hjemmeadresse, hvor vrede fans havde efterladt nedladende billeder på hans hoveddør.

### Viborg FF (2005-2008)
To år senere i sommeren 2005 vendte han tilbage til Viborg FF. Han stoppede i klubben i 2008, da han ikke kunne enige med klubben om en forlængelse.

### Skive IK
Herefter skiftede han til Skive IK, hvor han blev ansat på en to-årig kontrakt som spillende assistenttræner. Her skulle han danne trænertrio med cheftræner Michael Hansen og klubbens anden assistenttræner Michael S. Jensen Efter eget ønske stoppede han dog allerede efter et år i klubben.

### Holstebro Boldklub
I sommeren 2015 blev han ansat som træner i Holstebro Boldklub